# NGC 3243
NGC 3243 (również PGC 30655 lub UGC 5652) – galaktyka soczewkowata (S0), znajdująca się w gwiazdozbiorze Sekstantu. Odkrył ją Lewis A. Swift 2 kwietnia 1886 roku.